# Conarete calcuttaensis
Conarete calcuttaensis är en tvåvingeart som först beskrevs av Nayar 1949.  Conarete calcuttaensis ingår i släktet Conarete och familjen gallmyggor. Inga underarter finns listade i Catalogue of Life.